# حارة مصلحة الميناء (المعلا)

تعديل مصدري - تعديل

حارة مصلحة الميناء هي إحدى حارات حي صالح عبدالواسع الواقع بمديرية المعلا التابعة لمحافظة عدن، بلغ تعداد سكانها 100 نسمة حسب تعداد اليمن لعام 2004.